# Nostoi
Nostoi (in greco antico: Νόστοι?, Nóstoi, "Ritorni"), talvolta italianizzato in I ritorni, è uno dei poemi greci che componevano il ciclo troiano, a sua volta parte del cosiddetto ciclo epico. Tale poema è andato perduto in tempi antichi.

## Composizione e autore
Il poema, incentrato sul tema letterario del ritorno dei Greci in patria dopo la distruzione di Troia, si componeva di cinque libri scritti in esametri dattilici. Pare che sia stato composto e fissato per la prima volta in forma scritta nel VII o VI secolo a.C. ed è attribuito da alcuni autori a Eumelo di Corinto o ad Agia di Trezene.
Il tema del νόστος divenne importante, come testimoniato dai ritrovamenti archeologici di cocci con iscritti esametri epici, dopo la diffusione dell'Odissea di Omero. In effetti, la parte della storia raccontata dai Nostoi cronologicamente viene dopo quella narrata nell'Iliou persis (La caduta di Ilio), ed è seguita dall'Odissea, alla quale probabilmente si faceva solo una breve allusione (l'incontro tra Neottolemo e Odisseo), visto il già noto poema omerico.

## Trama
I Nostoi raccontano il ritorno a casa degli eroi greci dopo la fine della Guerra di Troia. Nelle edizioni critiche moderne sopravvivono soltanto cinque versi e mezzo di quello che era il testo originale del poema, quindi per conoscerne la trama siamo costretti a ricorrere quasi esclusivamente al riassunto del Ciclo Epico che si trova nella Chrestomatheia attribuita a un oscuro "Proclo" (forse il grammatico del II secolo Eutichio Proclo). Pochissime altre fonti forniscono infatti qualche indicazione sulla trama del poema.
Il poema si apre con i Greci che si stanno preparando a fare vela verso la loro patria, ma la dea Atena è adirata a causa dell'empio comportamento da loro tenuto durante il saccheggio di Troia. Mentre Agamennone si attarda, cercando di riappacificarsi con lei, Diomede e Nestore partono invece senza indugio e riescono a raggiungere la propria casa senza rischi; Menelao parte a sua volta, ma incontra una tempesta e perde molte delle sue navi, finendo contro la sua volontà in Egitto dove è costretto a restare per diversi anni. Un'altra parte dell'esercito greco, tra cui il profeta Calcante, preferisce allontanarsi via terra e raggiunge Colofone, dove Calcante stesso muore e viene quindi sepolto.

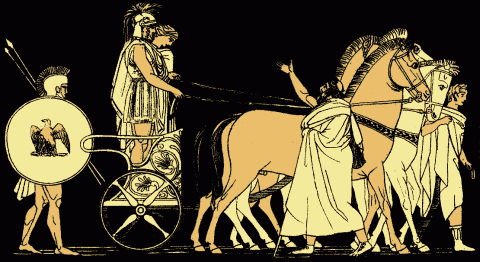
Il ritorno di Agamennone

Quando Agamennone è pronto a prendere il mare, gli appare il fantasma di Achille che gli rivela il suo destino. Agamennone compie un sacrificio propiziatorio e decide di partire ugualmente; Neottolemo, invece, riceve la visita di sua nonna, la Nereide Teti, che gli suggerisce di attendere ancora e compiere degli altri sacrifici in onore degli dei. Dietro richiesta di Atena, Zeus scatena una tempesta su Agamennone e sul suo seguito, nel corso della quale perde la vita Aiace d'Oileo che fa naufragio nei pressi della parte meridionale dell'isola Eubea. Neottolemo, seguendo il consiglio di Teti, decide di rientrare via terra; giunto a Maronea, in Tracia, incontra Odisseo che era, invece, arrivato fin lì per mare: Neottolemo riesce a fare ritorno a casa, nonostante lungo la via perda la vita Fenice, il figlio di Amintore, e una volta arrivato viene riconosciuto da suo nonno Peleo.
Agamennone riesce a raggiungere la sua casa, ma cade assassinato da sua moglie Clitennestra e dal suo amante Egisto, cugino di Agamennone. Tempo dopo, suo figlio Oreste vendicherà la sua morte uccidendo entrambi gli amanti assassini. Alla fine anche Menelao ed Elena riescono a fare ritorno a casa dall'Egitto.